# Koch Valéria Középiskola, Általános Iskola, Óvoda és Kollégium
A  	Koch Valéria Gimnázium, Általános Iskola, Óvoda és Kollégium német nemzetiségi intézmény Pécsen, amelynek fenntartója a Magyarországi Németek Országos Önkormányzata. A korán elhunyt magyarországi német költőnő, Koch Valéria nevét viselő intézmény a Pécsi Tudományegyetem egyik gyakorló iskolája is egyben. Az óvodák kivételével az intézmény épületei a Szigeti külváros és Makár városrészek között helyezkednek el.

## Története
Az 1960-as években indult el négy pécsi iskolában a tagozatos német oktatás. 1989-ben Pécs Város Önkormányzata elhatározta, hogy a Tiborc Utcai Általános Iskolában a magyarországi németek részére nemzetiségi iskolát alapít, és két évvel később az iskolában elkezdődött az oktatás. A fokozatosan kétnyelvűvé átalakuló iskolában 1994. szeptemberében kezdődik meg a gimnazisták számára az oktatás. Az intézmény közben új épületbe költözött és a neve Magyar-Német Nyelvű Iskolaközpont lett. A következő évben nyílt meg az intézmény saját könyvtára, a Ruth Hübner-Lukes könyvtár, amelyhez a könyvállomány nagy része Németország magyarországi nagykövetségének ajándéka volt. Még ebben az évben megkezdődött egy tornacsarnok és egy színházterem építése. 1997. szeptemberében indult az első német tannyelvű osztály. A következő évben az iskolának már a második évkönyve jelent meg. 1999-ben az intézmény tanulói németre fordították és illusztrálták Bertók László pécsi költő verseit, amelyből azután kétnyelvű verseskötet is megjelent „Ceruzarajz - Skizze” címmel. Az intézmény fenntartója, Pécs város Közgyűlése 2000-ben az iskolához csatolta a korábban önállóan működő két pécsi német óvodát. 2003-ban elkészült az intézmény saját kollégiuma, amely száz tanulónak tudott onnantól lakhatást biztosítani. 2005-ben a Magyarországi Németek Országos Önkormányzata átvette az intézmény fenntartását és az öt tagintézmény ezután vette fel a Koch Valéria Középiskola, Általános Iskola, Óvoda és Kollégium nevet 2005. április 21-én, Koch Valéria születésnapján.
2014-ben az intézmény bekerült az ország száz legjobb középiskolája közé.
Az intézmény keretei között működő Pedagógiai Intézet 2021. januárjában szervezetileg levált és Magyarországi Német Pedagógiai és Módszertani Központ néven önálló szervezetként működik. Ennek következtében az iskolaközpont neve Koch Valéria Gimnázium, Általános Iskola, Óvoda és Kollégium-ra változott - az intézmény hivatalos rövid neve: Koch Valéria Iskolaközpont.

## Igazgatók
- dr. Frank Gábor 2010.08.01-ig
- Englenderné Hock Ibolya 2010.08.02.-2019.10.30.
- Amreinné Pesti Ágnes 2019.11.01-től

## Testvériskolák
- Kőrösi Csoma Sándor Líceum - Székelyföld
- Dietrich Bonhoeffer Gymnasium - Wertheim
- Orientierungsstufe - München, Neuperlach
- CJD Christophorusschule Berchtesgaden - Berchtesgaden
- CJD Stiftungsfest Christophorus Gymnasium - Droyßig
- Gnas iskolák - Stájerország